# Jan Hřebejk
Jan Hřebejk (Praga, 27 giugno 1967) è un regista ceco.
Con il film Divisi si perde (Musíme si pomáha) ha ricevuto la candidatura per l'Oscar al miglior film in lingua straniera ai Premi Oscar 2001.

## Filmografia parziale
- Sakalí léta (1993)
- Pelíšky (1999)
- Divisi si perde (Musíme si pomáhat) (2000)
- Pupendo (2003)
- Horem pádem (2004)
- Kráska v nesnázích (2006)
- Medvídek (2007)
- U me dobrý (2008)
- Nestyda (2008)
- Kawasakiho růže (2009)
- Nevinnost (2011)
- Líbánky (2013)
- The Teacher (Ucitelka) (2016)